# Magis ter meus asinus est
Magis ter meus asinus est (traduzione: Il mio asino mangia più di tre volte) è una frase scherzosa in  latino, che può avere un'apparente traduzione sostanzialmente diversa da quella originale.
La traduzione errata si ottiene pronunciando le parole Magis ter come se fossero un'unica parola, cioè Magister (maestro), con il risultato di trasformarne il senso in: Il mio maestro è un asino. 
È una frase trabocchetto spesso usata per indovinelli e scherzi dagli studenti di latino, analoga a quelle, di più difficile creazione, che si trovano componendo frasi che abbiano senso scritto compiuto sia in italiano che in latino, come: Cane Nero magna bella persica e I vitelli dei romani sono belli.
Diverso è il caso di quelle frasi "bilingui" che si possono leggere (col medesimo significato) tanto come frasi latine che come frasi italiane, come per esempio: In subita procella, invoco Te, nostra Divina Stella.